# Chöpön Depa
Chöpön Depa était de 1669 à 1673 le régent du Tibet. Il fut le 3e régent et successeur de Trinlé Gyatso, envoyé au Tibet un an après sa mort par Dayan Khan, le roi-protecteur du Tibet, sous le règne du 5e dalaï-lama. Militaire et laïc, il était commandant d'une des armées de Dayan Khan. Il fut régent jusqu'à ce qu'un scandale amène le 5e dalaï-lama a l'écarter du pouvoir et l'interner dans une forteresse en 1673.